# Andricophiloscia stepheni
Andricophiloscia stepheni is een pissebed uit de familie Philosciidae. De wetenschappelijke naam van de soort is voor het eerst geldig gepubliceerd in 1927 door Nicholls & Barnes.